# リシャルト・カプシチンスキ
リシャルト・カプシチンスキ（ポーランド語:  Ryszard Kapuściński、1932年3月4日 - 2007年1月23日）は、ピンスク出身のポーランド人ジャーナリスト、作家、新聞社通信員。世界中から「20世紀の最も偉大なジャーナリスト」、「最も生気にあふれた報道記者」と評価される、現代ジャーナリズムの巨人。

## 生涯
カプシチンスキは、1932年3月4日、当時東ポーランド領だったピンスク（現ベラルーシ領）に生まれる。彼は教育者の家族の中で育った。1940年、シベリア送りになる寸前のところで母親と共に逃亡。父親はカティンの森に送られる所、輸送列車から逃亡を図り、ワルシャワの郊外で家族と再会する。
1945年の大戦終結後、カプシチンスキと家族はワルシャワに移り、1952年にワルシャワ大学で歴史学を学び始め、同級生だったアリツィア・ミェルチャレック（Alicja Mielczarek）と結婚。1955年、初めてアジアに赴き、ジャワ島での非同盟諸国会議についてのルポルタージュを書く。1956年、修士号を取得して学業を終え、青少年向けの新聞「若者の旗」（Sztandar Młodych）で働き始める。
カプシチンスキは1956年から1957年まで中華人民共和国に駐在し、そこから記事を執筆。1年後、ポーランドの通信社PAP（Polska Agencja Prasowa）の通信員となり、その依頼でアフリカに行く。ポーランドに戻ってからは、雑誌「ポリティカ」（Polityka）の編集に携わる。1962年、またもPAPの仕事でアフリカに渡る。
1967年、アフリカ駐在が終わると同時にソ連に出かける。この年は南アメリカにもでかけ、ここでもPAPの通信員として記事を送り続ける。その他にもアフリカ、アジア、そしてラテンアメリカと旅を続ける。さらに、彼はポーランドの雑誌「コンティネンティ」（Kontynenty）の顧問にも就任した。1994年、DAAD（ドイツ学術交流会）のゲストとしてベルリンにも滞在している。2003年にアストゥリアス皇太子賞コミュニケーションおよびヒューマニズム部門を受賞。
2007年1月23日、ワルシャワのバナハ病院で心臓手術の後亡くなった。
日本には、1957年の9月から12月のうちの2か月間滞在した。後に彼の『帝国』、『黒檀』（共訳）を邦訳することになる工藤幸雄と知り合いになり、工藤は 江川卓 、原卓也、 木村浩、 安井郁子らと一緒になって彼を東京の寿司屋へたびたび案内した。

## 賞賛と批判
サルマン・ラシュディはカプシチンスキについて、「その辺の泣き言や空想ばかり書いているジャーナリストの連中が何千人と束になってかかってもカプシチンスキ氏たった一人にかなわない。彼のおこなったジャーナリズムと芸術のじつに見事な融合によって、彼の言うところの『決して表現され得ることのない戦争の実像』に我々読者はこれほどまでに迫ることができたのだ。」と書いている。
カプシチンスキはこれまで何度もノーベル文学賞候補に挙がっていたが、受賞することはなかった。2006年にロイターの行ったインタビューでカプシチンスキはこれまでの著作はすべて「世界について興味を持つに充分な若い心を持つすべての人々に向けて」書いたものだと述べている。これはおそらく最も重要なことである。大学レベルの講義でカプシチンスキを紹介することによって、学生たちは冷戦、独裁者、革命、そしてアメリカとソ連がこの世界にどう影響を及ぼそうとしていたか、について別の視点を持つことができるようになる。カプシチンスキが亡くなったとき、世界の報道は次のようなものであった：「現代ジャーナリズムのマイスター」（英BBC）、「『世界』の解説者」（独シュピーゲル紙）、「世界で最も偉大な報道記者」（独シュピーゲル紙）、「現代のヘロドトス」（独フランクフルター・アルゲマイネ・ツァイトゥング紙）、「第三世界についての年代記作者」（米CNNおよび独シュピーゲル）。

## 諜報機関との関わり
2007年5月27日、『ニューズウィーク』のイゴール・リチャーカに関する記事は、カプシチンスキが1965年から1972年ないし1977年までポーランド人民共和国の諜報機関と協力関係にあったと報じた。以前にも国家記銘院はカプシチンスキが訪問した国や会った人物についての分析を行っていた。
しかし妻のアリツィア・カプシチンスカによると、夫は当時のポーランドの諜報機関である内務省情報部（SB）へ外部協力者として名目として属することそのものにはまったく拘っていなかったと述べている。外国へ出て活動するジャーナリストなら潜在的な意味で情報提供者としての活動に関与するのはどこでも普通のことだからだと夫は話していたという。

## 伝記
ポーランドの学者ベアタ・ノーワッカとジグムント・ジアテックが、カプシチンスキの初めての芸術的な伝記『Ryszard Kapuściński (リシャルト・カプシチンスキ)』を書いた。2008年にはズナークにより『Biografia pisarza (伝記作家)』がポーランドで出版された。この本は2010年にスペイン語 (『Kapuscinski. Una biografía literaria』) に翻訳され、2012年にはイタリア語 (『Ryszard Kapuściński. Biografia di uno scrittore』) にも翻訳された。ウディネ大学のシルヴァーノ・デ・ファンティ教授は、2009年にイタリアでアーノルド・モンダドーリ・エディトーレ社から出版された書籍『Opere』のためにカプシチンスキの伝記を書いた。この書籍は、歴史上のあらゆる国の全ての主要な著述家を1つの全集に収めようとしたメリディアーニ叢書の中の1冊として出されたものである。2010年には、アルトゥール・ドモスワフスキにより『Kapuściński Non-Fiction (カプチンスキー・ノンフィクション)』がポーランドで出版された。カプチンスキーの寡婦アリツィア・カプシチンスカはこの出版に対し、名誉毀損とプライバシーの侵害に当たるとして差止請求の訴えを起こした。ノーワッカとジアテックが「リテラチュア ノンフィクション」という本でドモスワフスキの非難に対する反応を示した。「Czytanie Kapuścińskiego po Domosławskim (ノンフィクション文学：ドモスワフスキによる非難の後、カプシチンスキについて読み解く)」は、2013年にシレジア大学出版局によりポーランド語で出版された。ノーワッカとジアテックは、カプシチンスキが話をでっち上げ自身の武勇伝を作ったというドモスワフスキの非難や、ドモスワフスキによるつかみどころのない話やご都合主義に反対し、ドモスワフスキによる、厳選され偏向したカプシチンスキの人生の知識の使用、文学ルポルタージュの理解の欠如、文章と引用文の巧みな操作、数多くの事実や技術に関わる間違いについて指摘した。2013年、ドモスワフスキの本の出版社がアリツィア・カプシチンスカと彼女の娘に謝罪した。2015年5月、ワルシャワにある裁判所が本の修正を命じた。更に同裁判所はドモスワフスキがカプシチンスキの未亡人に謝罪すべきだと判決を下したが、2015年8月に同裁判所はドモスワフスキはカプシチンスキの娘に対しては謝罪する必要がないと裁定した。

## 著書

### 日本語訳
- 『皇帝ハイレ・セラシエ -エチオピア帝国最後の日々』
山田一廣訳、筑摩書房、1986年／ちくま文庫、1989年
- 『戦争は終わった』 ほるぷ出版、1988年。共著
- 『旅を書く　ベスト・トラベル・エッセイ』 河出書房新社、2006年。共著
- 『サッカー戦争』 北代美和子訳、中央公論社、1993年
- 『帝国　ロシア・辺境への旅』 工藤幸雄訳、新潮社、1994年／みすず書房、2024年（新版解説：関口時正）
- 『黒檀』 工藤幸雄・阿部優子・武井摩利訳。全29篇のルポルタージュ文学
河出書房新社〈世界文学全集 第Ⅲ期2巻〉、2010年、著作目録・年譜あり

## 英訳
- Another Day of Life (Jeszcze dzień życia) (1976)
- The Soccer War (Wojna futbolowa) (1978)
- The Emperor: Downfall of an Autocrat (Cesarz) (1978)
- Shah of Shahs (Szachinszach) (1982)
- Imperium (Imperium) (1993)
- The Shadow of the Sun (Heban) (2001)
- Travels with Herodotus (Podróże z Herodotem) (2007)
- I Wrote Stone: The Selected Poetry of Ryszard Kapuściński (2007)
- The Other (Ten Inny) (2008)

## 参照
1. ↑  リシャルト・カプシチンスキ『黒檀』（工藤幸雄 / 阿部優子 / 武井摩利訳）河出書房新社、2010年　（池澤夏樹＝個人編集　世界文学全集　III-02；ISBN 978-4-309-70966-6）、393-394頁。
2. ↑  （英語） “The Best Journalist in the World?”. Europe Today (BBC). (2007年1月24日) 2007年1月25日閲覧。 {{cite news}}: 不明な引数|coauthors=が空白で指定されています。 (説明)⚠
3. 1 2  （ドイツ語） Claus Christian Malzahn (2007年1月24日). “Der beste Reporter der Welt”. Der Spiegel 2007年1月25日閲覧。
4. ↑  （ドイツ語） F.A.Z. (corporate author) (2007年1月24日). “Ein Herodot für unsere Zeit”. Frankfurter Allgemeine Zeitung 2007年1月25日閲覧。 {{cite news}}: |author=に無意味な名前が入力されています。 (説明); 不明な引数|coauthors=が空白で指定されています。 (説明)⚠⚠
5. ↑  （英語） “Third World chronicler Kapuscinski dies”. CNN.com (CNN). (2007年1月23日) 2007年1月25日閲覧。 {{cite news}}: 不明な引数|coauthors=が空白で指定されています。 (説明)⚠
6. ↑  （ドイツ語） kai/dpa (2007年1月23日). “Polnischer Autor Kapuscinski gestorben”. Der Spiegel 2007年1月25日閲覧。 {{cite news}}: 不明な引数|coauthors=が空白で指定されています。 (説明)⚠
7. ↑  Kapuściński współpracował z SB (dziennik.pl)
8. ↑  Dziennik.pl: Wdowa po Kapuścińskim: Mąż nie był agentem SB
9. ↑  “Ryszard Kapuściński. Biografia pisarza Beata Nowacka, Zygmunt Ziątek”.  Znak. 2014年1月3日閲覧。
10. ↑  Kapuściński, Ryszard. “Opere” (Italian).   Mondadori. 2014年7月21日閲覧。
11. ↑  “Classics to enjoy: Meridiani”. Mondadori.com.   Mondadori. 2014年7月21日閲覧。
12. ↑  この本は、カプシチンスキ氏の人生後半において選り抜きの出版社であり、元々ドモスワフスキ氏の本 (しかし、それは伝記ではなく、カプシチンスキ氏の著書が世界でどのように受け止められているかに関する本であった) も出版する予定であったクラクフの出版社Znakが契約から撤退した後、ワルシャワにある出版社で、Bertelsmannのポーランド子会社のŚwiat Książkiから刊行された。
13. ↑  “Publikacje” (ポーランド語).  Wydawnictwo Uniwersytetu Śląskiego (2013年1月14日). 2014年1月3日閲覧。
14. ↑  その出版社Świat Książkiによる発表は、2013年10月18日の「Gazeta Wyborcza」紙で公表された。そこにはポーランド語で次のように書かれていた: Zarząd Spółki Świat Książki Sp z o.o. wyraża ubolewanie z powodu naruszenia dóbr osobistych Pani Alicji Kapuścińskiej i Pani Rene Maisner, to jest prawa do prywatności, dobrego imienia i godności oraz kultu po zmarłym Ryszardzie Kapuścińskim poprzez wydawanie i rozpowszechnianie książki "Kapuściński non-fiction" zawierające nieprawdziwe informacje, odnośnie Pani Alicji Kapuścińskiej i Pani Rene Maisner.
15. ↑  “Znamy wyrok w sprawie biografii o Ryszardzie Kapuścińskim”. PolskieRadio.pl 2017年8月28日閲覧。
16. ↑  “Kapuściński daughter loses case against her father's biographer”. Polskie Radio dla Zagranicy 2017年8月28日閲覧。